# Oltman Reinder Thomsen
Oltman Reinder Thomsen (Leeuwarden, 5 februari 1910 – Delfzijl, 28 april 1945) was een Nederlands verzetsstrijder tijdens de Tweede Wereldoorlog.

## Biografie
Thomsen werd geboren in Leeuwarden, als zoon van Richard Peter Thomsen, telegrafist bij de Staatsspoorwegen, en Katarina Mettina de Wit. Hij groeide op in Scheemda. In 1927 slaagde hij voor het Mulo diploma B. Vervolgens deed hij bouwkunde aan de Middelbare Technische School in Groningen. Na zijn opleiding verhuisde hij naar Amsterdam, waar hij ging werken bij de Nederlandse Spoorwegen. Hij trouwde in 1936 met Bep Tonia Lintvelt. Het echtpaar kreeg drie dochters.  
Tijdens de Tweede Wereldoorlog werkte hij als assistent-opzichter bij de dienst Weg en Werken van de Nederlandse Spoorwegen in Utrecht, waar hij zich aansloot bij het verzet. Als Wachtman bij de Deutsche Reichsbahn luisterde hij gesprekken tussen de Duitsers af en speelde de informatie over het transport van munitie en materiaal door aan de geallieerden. In de laatste oorlogsmaanden keerde hij terug naar Scheemda om onder te duiken bij zijn moeder. Zijn gezin was hem al vooruit gegaan toen het in Utrecht te gevaarlijk voor ze werd. 
Op 28 april 1945 ging Thomsen als lid van de Binnenlandse Strijdkrachten en als tolk-vertaler mee met de Canadezen, die Scheemda hadden bevrijd en nu richting Delfzijl optrokken. Hij werd in de omgeving van Heveskes beschoten, waarna hij aan zijn verwondingen overleed. Hij werd begraven in een familiegraf in Scheemda.
Hij kreeg bij Koninklijk besluit nummer 17 van 7 mei 1946 postuum het Verzetskruis uitgereikt door koningin Wilhelmina. Zijn naam staat vermeld op de Erelijst Gevallenen 1940-1945. In 2016 werd een plaquette voor hem onthuld in Scheemda.
In de Verzetswijk in Almere is een straat vernoemd naar Thomsen, ter ere van zijn bijdrage aan het verzet.
H.J. van Aalderen
· P. van As
· M. Assies
· J.J. Barendsen
· J.A. Beekman
· H.D.J. Beernink
· L.R. Beijnen
· C.J. van den Berg-van der Vlis
· L.A. Bleys
· G. de Boer
· A.A. Bontekoe
· E.J. Bosch ridder van Rosenthal
· D.A. van den Bosch
· I.J. van den Bosch
· J.H. Bosch
· J.C.J. baron Brantsen
· A.L. Charroin
· F.G.M. Conijn
· M. Crans
· R.J. Dam
· F. Datema
· K.H. Derkzen van Angeren
· H. Dienske
· J.L.G. Doornik
· V. Dreyfus
· N. Dupont
· F. Duwaer
· S. Esmeijer
· G.H. Gelder
· J. Gelderman
· W.J. Gertenbach
· E.A. Giran
· O. Giran
· C.H. de Groot
· P.G.S. Guermonprez
· A. Hahn
· W. van Hall
· J.C.H.F. van Hanxleden Houwert
· Th.W.L. baron van Heemstra
· J.J. Hendrikx
· J.L. Hesselberg
· W.J. Heukels
· I. van der Horst
· J. ter Horst
· H.P. Hos
· J.F.H.M. baron van Hövell van Wezeveld en Westerflier
· B. IJzerdraat
· L. Jansen
· A. Kalter
· G.W. Kastein
· A. Keuter
· T.J. Kroeze
· D.M.R.H. Kroon
· H.Th. Kuipers-Rietberg
· A. Meerwaldt
· J.A.A. Mekel
· J.D. van Melle
· D.C.B. Mesritz
· M.-L.C. Meunier
· J.J. Mohr
· J.L. Moonen
· A.C. Nagtegaal
· F. Nieuwenhuijsen
· B. Oosthoek
· J. Oranje
· T. Pannekoek
· J. Post
· A.J. Rozeman
· V.H. Rutgers
· F.R. Ruys
· W. Santema
· J.J. Schaft
· Jhr. J. Schimmelpenninck
· R.L.A. Schoemaker
· G. Schoonman
· W.P. Speelman
· M. van der Stoep
· B.M. Telders
· A.O.H. Tellegen
· O.R. Thomsen
· G. Tieman
· T.W. de Tourton Bruijns
· L.M. Valstar
· G.J. van der Veen
· D. Verloop
· M.A.E. Verspyck
· P.M.R. Versteegh
· C. Vlot
· G. Weidner
· J.H. Westerveld
· H.B. Wiardi Beckman
· J.W. Wildschut
· J.R.E. Wüthrich
· L. Zwanenburg
· Onbekende Joodse soldaat